# Bahnhof Attendorn
Der Bahnhof Attendorn ist ein Personenbahnhof in der Stadt Attendorn (Kreis Olpe). Er liegt an der Bahnstrecke Finnentrop–Olpe und hat zwei Bahnsteiggleise. Seit einer umfassenden Modernisierung im Jahr 2015 beträgt die Höhe der beiden Bahnsteige 55 Zentimeter, die Bahnsteiglängen betragen 140 Meter. In der Regel fahren Züge in Richtung Olpe von Gleis 1, Züge in Richtung Finnentrop von Gleis 2 ab. An dem Bahnhof werden im Durchschnitt etwa 1100 Fahrgäste pro Tag gezählt.

## Geschichte
Attendorn wurde mit Eröffnung der Bahnstrecke von Finnentrop nach Olpe am 1. November 1875 an das Schienennetz angeschlossen. Es gab zwischenzeitlich auch ein Heckeneilzugpaar von Köln nach Paderborn (Kardinalsexpress), das auch Attendorn bediente.
Hier wurden im ersten Quartal 2011 Dynamische Schriftanzeiger installiert. Im Jahr 2015 wurden 6,2 Millionen Euro in den barrierefreien Umbau des Bahnhofs und die Erneuerung der Gleise im Bahnhofsbereich investiert. In diesem Zuge wurde das bis dahin noch vorhandene dritte Gleis zurückgebaut.

## Bahnhofsgebäude
Am 7. Juni 2002 wurde die Schalterhalle geschlossen. Im Bahnhofsgebäude befanden sich seitdem nur noch eine Gaststätte und einige Wohnungen. Am 25. Juni 2004 brannte die an das Bahnhofsgebäude angrenzende Lagerhalle, die in der Folgezeit abgerissen wurde.
Nachdem die Stadt Attendorn im Jahre 2005 das Bahnhofsgebäude gekauft hatte, bildete sich am 19. Juli 2005 eine Interessengemeinschaft, die das Bahnhofsgebäude restaurieren und als Bürgerhaus nutzen möchte. Im März 2017 beschloss der Rat der Stadt Attendorn den Erhalt des Gebäudes und den Neubau eines Anbaus. Neben der Gaststätte sollte ein Bürgerhaus mit einem Veranstaltungssaal entstehen. Außerdem sollte das Jugendzentrum in den Komplex ziehen. Der Baubeginn war für das Jahr 2020 geplant. Das Projekt „Alter Bahnhof“ verzögerte sich jedoch, da bei der Priorisierung 2018 knapp die Förderung durch das Land verpasst wurde. Im Folgejahr wurde die Förderung bewilligt, und die zu diesem Zeitpunkt auf 5,2 Millionen Euro kalkulierte Maßnahme konnte ab Mitte 2020 starten.
Während der Umsetzung stellte sich heraus, dass das bisherige Konzept eines Teilabrisses für den Neubauanteil und des Erhalts der ehemaligen Bahnhofgaststätte aufgrund statischer Probleme unwirtschaftlich sein würde. Der Stadtrat von Attendorn entschied sich daher am 18. November 2020 für einen kompletten Abriss des Gebäudes, der Anfang 2021 umgesetzt wurde. Der Neubau des Bürgerhauses sollte im Sommer 2022 eröffnet werden. Bei einem Namenswettbewerb setzte sich die Bezeichnung „Alter Bahnhof“ durch, welche den Zusatz „Jugend.Kultur.Begegnung.“ erhalten soll. Aufgrund von Materialmangel, ausbleibenden Bewerbungen auf die ausgeschriebenen Bauleistungen, Schimmelbefall des Dachstuhls und zuletzt Nichterfüllung von Estricharbeiten, verschob sich die Fertigstellung. Das Jugendzentrum eröffnete schließlich im November 2023.

## Anbindung

### Regionalverkehr
Der Bahnhof Attendorn dient der Regionalbahnlinie 92, die stündlich zur Symmetrieminute 30 in beide Richtungen bedient wird. Durchgeführt wird der Verkehr von der Hessischen Landesbahn.
| Linie | Verlauf | Takt   |
| ----- | --- | ------ |
| RB 92 | Biggesee-Express: Finnentrop – Heggen – Attendorn – Kraghammer – Listerscheid – Attendorn-Hohen Hagen – Sondern – Eichhagen – Olpe Stand: Fahrplanwechsel Dezember 2021 | 60 min |

### Busverkehr
In unmittelbarer Nähe zum Bahnhofsgelände liegt der Zentrale Omnibusbahnhof Attendorn. Er ist an folgende Buslinien angebunden:
- R61 Attendorn – Valbert – Meinerzhagen (VWS)
- R62 Attendorn – Helden – Grevenbrück (VWS)
- R98 Petersburg – Attendorn – Finnentrop (VWS)
- L520 Attendorn – Biekhofen – Attendorn (VWS)
- L521 Attendorn – Ennest – Attendorn (VWS)
- 70/270 Plettenberg – Lettmecke – Attendorn (MVG)